# Miogryllus tucumanensis
Miogryllus tucumanensis är en insektsart som beskrevs av Giglio-Tos 1894. Miogryllus tucumanensis ingår i släktet Miogryllus och familjen syrsor. Inga underarter finns listade i Catalogue of Life.